# Janovics Jenő Alapítvány
A Janovics Jenő Alapítvány az Erdélyi Magyar Televízió és az Erdély FM működtetője, amelyet 2004-ben alapítottak meg azt követően, hogy 2003 novemberében Medgyessy Péter magyar miniszterelnök bejelentette egy önálló magyar nyelvű televízióadó elindítását Erdélyben.

## Alapítók
A Janovics Jenő Alapítványt Csép Sándor író, szerkesztő, a Magyar Újságírók Romániai Egyesületének elnöke, Gálfalvi Zsolt író, szerkesztő, a Román Televízió Igazgatótanácsának tagja, a Romániai Magyar PEN Club elnöke, Gáspárik Attila színművész, az Országos Audiovizuális Tanács alelnöke, Markó Béla író, szenátor, a Romániai Magyar Demokrata Szövetség elnöke és Takács Csaba mérnök, az RMDSZ ügyvezető elnöke alapította.

## Kuratórium
Az alapítvány vezetésére tizenhárom tagú kuratóriumot kértek fel, amelynek tagjai a kezdetben:
- Béres András filozófus, a marosvásárhelyi Színművészeti Intézet rektora
- Bíró Zoltán szociológus, a Kulturális Antropológia Műhely vezetője
- Hatházi András színművész, író, rendező
- Jakab Gábor római katolikus lelkész, a Keresztény Szó főszerkesztője
- Kovács András Ferenc költő
- Marosi Barna író, szerkesztő
- Márton Árpád színművész, jogász, a román képviselőház művelődési bizottságának titkára
- Nagy Ágnes közgazdász, a Román Nemzeti Bank igazgatótanácsának tagja
- Nagy Zsolt mérnök, az RMDSZ ügyvezető alelnöke
- Tibori Szabó Zoltán újságíró
- Varga Gábor író, az Országos Szabadalmi Hivatal elnöke
- Vetési László református lelkész, a Duna Televízió kuratóriumának tagja
- Ungvári Zrínyi Imre filozófus, egyetemi adjunktus

A kuratórium elnöki tisztségével Nagy Zsoltot bízták meg. 2015-ben Szép Gyulát választották meg a kuratórium élére.

## Szakmai tanácsadó testület
A  kuratórium szakmai döntéseinek előkészítését szakmai tanácsadó testület segítette, amelynek tagjai: Barabási Győző, a Videoklip Stúdió igazgatója, Baranyi László televíziós szerkesztő, Bardócz Sándor a Román Televízió Kolozsvári Területi Stúdiója által sugárzott magyar adás főszerkesztője, Bartha Csaba, a Román Televízió Temesvári Területi Stúdiójának  szerkesztőségi vezetője, Kacsó Sándor, a Román Televízió bukaresti magyar adásának főszerkesztője, Kádár Melinda televíziós szerkesztő, Maksay Ágnes televíziós szerkesztő, Székedi Ferenc a Csík Televízió főszerkesztője, Marius Tabacu, a Videopontes Stúdió igazgatója, valamint Xantus Gábor filmrendező voltak.

## Erdély FM és Erdélyi Magyar Televízió
A marosvásárhelyi székhelyű Erdély FM rádióadó 2007-ben kezdte el a sugárzást, majd 2008 júniusától egész napos adást indított. Az Erdélyi Magyar Televízió 2008 júliusától kezdte el az adások sugárzását.